# Wartburgs für Walter
Wartburgs für Walter war eine kurzlebige Punk- und Avantgarde-Band aus Berlin, die kurz vor der Wendezeit entstand.

## Geschichte
Wartburgs für Walter, ein Wortspiel mit der Automarke Wartburg, wurde 1987 von Sängerin Ina Pallas und Bassist Jörn Schulz (ex-Antitrott) gegründet, die zunächst in der Wohnung von Gitarrist Bernd Henning (der sich in Anlehnung an den Tennisstar Boris Becker „Boriz Becker“ nannte) mit einem Drumcomputer erste Songs auf Englisch komponierten. Im November 1987 konnte die frisch gegründete Band zusammen mit Namenlos und Kein Talent eine sechstägige Polentour durchführen. Diese wurde von dem Tape-Label QQRYQ und der Punkband Trybuna Brdu organisiert. Der letzte Auftritt in Stettin wurde später per Eigenvertrieb auf MC veröffentlicht. Außerdem folgten Aufnahmen für den Tape-Sampler We Are the Flowers in the Red Zone Vol.1.
Durch die Tour wurde aus der eher lose organisierten Gruppe eine feste Band, zu der Dirk „Scholle“ Scholz als Schlagzeuger kam. In den ersten Monaten entstanden auch die meisten Songs der Band. Das Vorankommen wurde dadurch erschwert, dass die Gruppe keine Spielerlaubnis hatte und dementsprechend alle Auftritte konspirativ beziehungsweise im Rahmen von kirchlichen Veranstaltungen erfolgen mussten. Die Gruppe trat am 21. und 22. April auf dem Alösa Frühlingsfest auf, einem Punkfestival mit etwa 2500 Besuchern. Auch dieser Auftritt wurde später als MC veröffentlicht.
1988 gelang es der Gruppe nach einigen befristeten Auftrittsgenehmigungen auch eine staatliche Einstufung zu erhalten. 1989 erschien ein selbstbetiteltes Demo-Tape. Danach löste sich die Band wieder auf.
Die Band ist auf dem ersten Teil der Samplerreihe Sicher gibt es bessere Zeiten, doch diese war die unsere (1991) von Höhnie Records mit dem Titel Springtime vertreten sowie mit More More Anymore auf Wenn kaputt, dann wir Spaß – Berlin Punk Rock 1977–1989 (2002) von Weird System. 2016 erschien unter dem Titel Complete Works eine Doppel-LP mit allen Stücken über die Labels Sick Suck Records und Hörsturzproduktion.
Dirk „Scholle“ Scholz spielte später bei Die Art und der Mittelalter-Rockband Corvus Corax. Er ist außerdem Gründungsmitglied von Cultus Ferox, mit denen er auch heute noch aktiv ist.

## Diskografie
Alben
- 2016: Complete Works (Sick Suck Records/Hörsturzproduktion)

Kassetten
- 1987: Live 11/87 Szescin, Polen (Eigenproduktion)
- 1989: Demo-Tape (Eigenproduktion)
- 1989: Wartburgs für Walter live (Eigenproduktion)

Kompilationsbeiträge
- 1988: What Will You Do if You Had a Lot of Money? / After Nuclear War auf We Are the Flowers in the Red Zone Vol.1 (MC, QQRYQ Tapes 002)
- 1988: Mightmachine / Out of Thought auf Frühlingsfest '88 (MC, QQRYQ Tapes 005, Polen)
- 1991: Springtime auf Sicher gibt es bessere Zeiten, doch diese war die unsere (LP/CD, Höhnie Records)
- 2002: More More Anymore auf Wenn kaputt, dann wir Spaß – Berlin Punk Rock 1977–1989 (CD, Weird System)